# Schlacht von Skopje
Die Schlacht von Skopje fand 1004 zwischen dem Byzantinischen Reich und dem Ersten Bulgarischen Reich im Umland von Skopje statt.

## Hintergründe
Im Jahr 1003 begann der byzantinische Kaiser Basileios II. einen Feldzug die Bulgaren. Nach acht Monaten Belagerung – die er auch aufrechterhielt, als die Bulgaren einen Angriff auf Odrin unternahmen – konnte er die wichtige Festung Widin an der Donau einnehmen. Anschließend marschierte er südwärts durch das Tal der Morava, die bulgarischen Festungen auf seinem Weg zerstörend. Schließlich erreichte Basileios Skopje, wo er erfuhr, dass die von Zar Samuil angeführte bulgarische Armee in der Nähe auf der anderen Seite des Vardar kampierte.

## Schlacht
Samuil verließ sich auf das Hochwasser, das der Fluss führte, und unternahm keine ernsthaften Sicherungsversuche seines Lagers. Sowohl die Umstände als auch der Verlauf des folgenden Kampfes ähnelten der Schlacht von Spercheios sieben Jahre zuvor: Die Byzantiner fanden eine Furt, überquerten den Fluss und griffen die überraschten Bulgaren in der Nacht an. Da sie keinen effektiven Widerstand aufbauen konnten, flohen die Bulgaren bald und ließen das Lager inklusive Samuils Herrscherzelt zurück.

## Folgen
Die Byzantiner konnten keinen großen Vorteil aus ihrem Sieg schlagen. Sie plünderten das Umland und marschierten dann weiter, um Pernik zu belagern. Die Belagerung endete in einem Desaster und Basileios II. wurde zur Umkehr nach Konstantinopel gezwungen.